# Max de Vasconcelos
Max de Vasconcelos (Campos dos Goytacazes, 25 de maio de 1891 - Rio de Janeiro, 10 de abril de 1919) foi um poeta, advogado e jornalista brasileiro. 

## Biografia
Filho de Sebastião de Vasconcelos de Azevedo e Ernestina Ribeiro de Azevedo. Seu avô materno era o visconde de São Sebastião. Nasceu na rua José do Patrocínio, nº 23, na cidade de Campos dos Goytacazes.
Inicia seus estudos ainda em Campos dos Goytacazes, sua cidade natal. Mais tarde, junto com sua família, muda-se para Niterói, cidade que era a então a capital estadual do Rio de Janeiro; onde, nesta cidade, passa a estudar no Colégio Abílio.
Pretendendo iniciar uma carreira científica, matricula-se na cidade do Rio de Janeiro num curso de humanidades. Passa a atuar no jornalismo carioca. Forma-se advogado, mas não exerce a profissão.
Em 1910, junto com seu amigo Astrojildo Pereira, Max aos 19 anos viaja à Europa, visitam a italiana cidade de Gênova, Suíça, e Paris. Sem recursos, buscam ajuda na Associação da Colônia Brasileira para retornarem ao Brasil.
De volta ao Brasil, passa a viver no estado de Minas Gerais, na cidade de Ouro Preto. Mas retorna ao Rio de Janeiro meses depois, onde volta a atuar na imprensa através dos jornais O Momento, Gazeta da Manhã, A Notícia e Gazeta de Notícias.
Seu talento para a poesia, na maior parte das vezes surgiu em suas horas de lazer, quando frequentava os bares e cafeterias, tradicionais redutos boêmios das cidades do Rio de Janeiro e Niterói.  Seus trabalhos poéticos são comumente tidos como sendo da estética da Segunda Geração Romântica, embora cronologicamente tardio.
Faleceu ainda jovem, aos 28 anos; no Hospital São Sebastião, no bairro carioca do Caju. Max de Vasconcelos foi vitimado pela tuberculose. Durante sua breve vida, Max deixou diversos trabalhos escritos, entre os quais destacam-se os poemas Doina, Agonias, De volta, Carro de Bois e Sino. 

## Homenagens

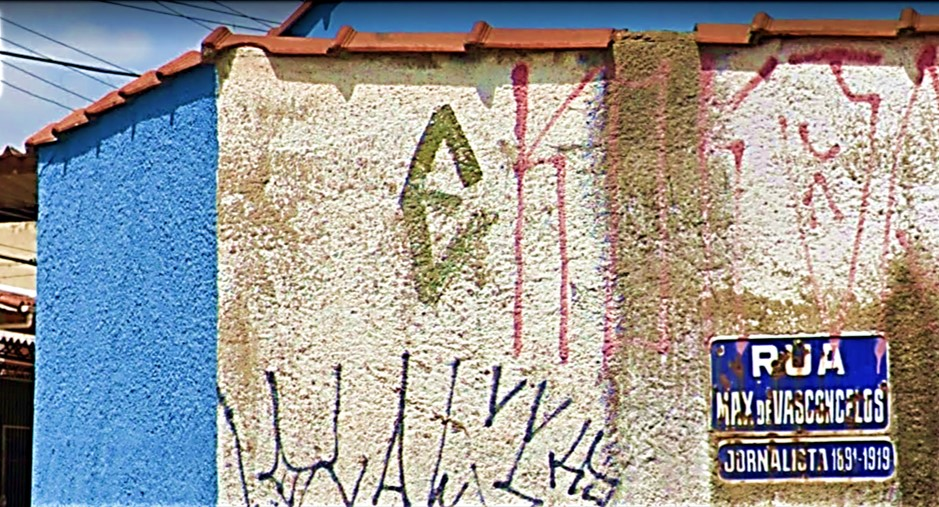
Placa de identificação da Rua Max de Vasconcelos, em São Paulo; no bairro da Chácara São João, localizado na Zona Norte da cidade e pertence ao Distrito Jaçanã.

O pintor petropolitano Guttmann Bicho criou uma tela retratando  o poeta Max de Vasconcelos junto com os poetas Agripino Grieco, Carlos Maul e outros. Tal trabalho, que adornava a casa de Agripino, no bairro do Méier, atualmente esta na Universidade de Brasília, fruto da doação de seu filho, o embaixador Donatello Grieco.
Max de Vasconcelos foi declarado Patrono da cadeira nº 30 da Academia Campista de Letras.
Ainda em Campos dos Goytacazes, a cidade natal de Max de Vasconcelos, deu-se o seu nome a um extenso logradouro público que une os bairros do Parque Caju ao Parque Nossa Sra. do Rosário e Parque Leopoldina
De semelhante modo, Max de Vasconcelos foi homenageado na cidade de São Paulo, com uma via pública, no bairro da Chácara São João, localizado na Zona Norte da cidade, no Distrito de Jaçanã.